# Catherine Jérémie
Catherine Jérémie (1664-1744) est une sage-femme et herborisatrice de la Nouvelle-France. Elle est connue pour être une des premières sages-femmes à avoir exercé en Nouvelle-France et pour y être la première femme herboriste. 

## Biographie
Fille de Noël Jérémie ou « de la Montagne » , interprète et agent au Domaine du Roi, né en France, et de Jeanne Pelletier, Catherine-Gertrude Jérémie est baptisée le 22 septembre 1664 à Québec. Elle est également connue dans les documents écrits sous les noms de Catherine Gérémie ou de Catherine Jérémie dit Lamontagne.
Elle apprend les différentes propriétés des plantes médicinales grâce auxquelles elle soigne ses patientes et son savoir lui permet d'acquérir le respect et la reconnaissance de sa communauté. Catherine Jérémie envoie des spécimens de plantes en France, ainsi que des observations effectuées sur leurs effets et propriétés. Ainsi, elle contribue à faire connaître aux naturalistes français la flore du Nouveau Monde. Ses notes auraient été envoyées au Muséum national d'histoire naturelle à Paris qui en a perdu tout ou partie.
Catherine Jérémie apporte une importante contribution aux sciences naturelles en Nouvelle-France. Ses connaissances sur les plantes médicinales lui ont permis d'exploiter de nouvelles pratiques en particulier sur les corps des femmes pendant la grossesse, l'accouchement et l'avortement.    
Son travail et ses recherches sont tellement appréciés que quelques patientes vont jusqu'à lui attribuer le surnom de « la magicienne de ma vie au Québec ».        
Catherine Jérémie décède en 1744 et est inhumée à Montréal le 1er juillet 1744.        
Le 1er janvier 2002, la ville de Québec lui rend hommage en rebaptisant « rue Catherine-Jérémie » l'ancienne rue Lemoyne, du quartier de Saint-Sacrement.        

### Vie privée
Catherine Jérémie se marie une première fois à Champlain le 26 janvier 1681 avec Jacques Aubuchon, fils de Jacques Aubuchon dit le Loyal et de Mathurine Poisson. Sa première fille Françoise naît la même année. 
Sept ans plus tard, le 3 novembre 1688, elle se remarie à Batiscan avec Michel Lepailleur de Laferté, fils de Marie de La Motte et de Jean Le Pailleur. Après avoir vécu à Québec, les époux s'installent en 1702 à Montréal, où Michel Lepailleur exerce la fonction de notaire royal et où Catherine Jérémie pratique le métier de sage-femme. Le couple a douze enfants que Catherine Jérémie élève tout en continuant à travailler. Son mari décède en 1733.